# (5460) Tsénaatʼaʼí
5460 Tsénaatʼaʼí (1983 AW) – planetoida z pasa głównego asteroid okrążająca Słońce w ciągu 3,34 lat w średniej odległości 2,23 j.a. Odkryta 12 stycznia 1983 roku.